# Comuna Kozliv, Moghilău
Kozliv (în ucraineană Козлів) este o comună în raionul Moghilău, regiunea Vinnița, Ucraina, formată din satele Kozliv (reședința), Lipceni și Nagoreni.

## Demografie
Componența lingvistică a satului Kozliv
     Ucraineană (98,16%)
     Rusă (1,49%)
     Alte limbi (0,3%)
Conform recensământului din 2001, majoritatea populației satului Kozliv era vorbitoare de ucraineană (98,16%), existând în minoritate și vorbitori de rusă (1,49%).